# IV Congresso del Partito Operaio Socialdemocratico Russo
Il IV Congresso del Partito Operaio Socialdemocratico Russo, o POSDR, si svolse dal 23 aprile all'8 maggio (dal 10 al 25 aprile secondo il calendario giuliano allora in vigore nell'Impero russo) del 1906 a Stoccolma.

## Lavori
Ai lavori presero parte 146 delegati, di cui 112 con diritto di voto deliberativo (66 menscevichi e 46 bolscevichi), 22 di voto consultivo e 12 senza diritto di voto.
Tra gli argomenti trattati vi furono la questione agraria, il momento attuale e i compiti del proletariato, il rapporto con la Duma di Stato, lo Statuto del partito. All'interno di quest'ultimo venne inserito per la prima volta quello che sarebbe stato uno dei cardini dell'organizzazione del partito, il centralismo democratico.
Il Congresso fu un tentativo di unificazione tra bolscevichi e menscevichi, ma tale processo fu solo formale, dal momento che la frattura interna al partito tese ad approfondirsi ulteriormente. Il Comitato centrale eletto dall'assemblea si componeva di sette menscevichi e tre bolscevichi, ed era quindi controllato dai primi. Tuttavia, a partire dall'agosto del 1906 i bolscevichi diedero vita al giornale illegale Proletarij (lett. Il proletario), la cui redazione, diretta da Lenin, andò a costituire il nuovo centro di controllo effettivo del partito.